# Sestup Ištary do podsvětí
Sestup Ištary do podsvětí je přepracování sumerského mýtu Sestup Innany do podsvětí. Obsahuje 150 veršů a dochoval se ve dvou verzích. Starší pochází z knihovny v Aššúru a mladší z Ninive. Některé verše se shodují s Eposem o Gilgamešovi.

## Děj
Příběh vypráví sestup bohyně Ištar do temného podsvětí zvaného Kurnugi, kde vládne její sestra Ereškigal. Ištara přichází k bráně a Ereškigal se diví, co ji k ní přivádí. Nařizuje dveřníkovi: „Jdi vrátný, bránu jí otevři, však jednej s ní podle prastarých zákonů“. Následuje rituální opakovaná scéna, kdy jsou Ištaře s každou další branou odnímány klenoty. U sedmé brány je vysvlečena z přepychového roucha a před sestrou se ocitá nahá. Ereškigal z ní má přesto strach a přikáže svému rádci aby proti ní vyslal šedesát chorob. Bůh Ea stvoří krásného muže, který má Ereškigal potěšit a uklidnit. Za pomocí lsti má přispět k Ištařině síle, to se nepodaří a je Ereškigal proklet. Ištar je omilostněna a odchází cestou, kterou přišla. Za své propuštění zaplatí svým milencem Dumuzim, který zůstane v podsvětí a každý rok se bude v určitý den vracet na zemi.

## Akkadská kniha mrtvých
Jako Akkadská kniha mrtvých se podle konvence užívaných pro knihy mrtvých nazývá akkadská skladba Sestup Ištary do podsvětí. Je známa ve třech verzích. Starší ze souvisle zachovaných pochází z Tiglatpilesarovy knihovny v Aššúru (přelom 12. a 11. století př. n. l.) a druhá z Aššurbanipalovy knihovny v Ninive (7. století př. n. l.). V Aššúru (druhá aššúrská) byla objevena ještě třetí, ale je to pouhých jedenáct řádek na školní tabulce. Tři verze ukazují na to, že její text nebyl ustálen. Tomu odpovídá i obsah, neboť je to kompilát z Eposu o Gilgamešovi a ze sumerské skladby (Sumerské knihy mrtvých) Sestup Inanny do podsvětí. Je mnohem kratší než tyto významné památky.

## Sumerská kniha mrtvých
Na rozdíl od třeba Egyptské knihy mrtvých a dalších knih mrtvých do záhrobí zde nevstupuje duše zemřelého, ale bohyně Inanna z vlastní vůle. Rozhodla se sestoupit z nebes, aby se podívala na pohřeb Gugalanna, manžela své starší sestry Ereškigaly, vládkyně záhrobí. Věděla o úskalích záhrobí, a proto pověřila svou průvodkyni Ninšuburu, aby navštívila bohy Enlila v Ekuru, Nannara v Uru a Enkiho v Eridu a vyprosila si od nich milost, aby mohla záhrobí opět opustit.
Sumerské záhrobí je členěný prostor, stejně jako je tomu i v jiných knihách mrtvých. Jednotlivé prostory oddělují brány. Zde je uvedeno sedm bran a zmíněn jen strážce první z nich – Neti. Inanna vstoupila do záhrobí, nechala se vést Netim a v každé bráně jí byl odňat jeden z božských atributů, až byla zcela nahá. Pak zestárla, zemřela a její mrtvola byla zavěšena na hák.
Ninšuburu skutečně obešla určené bohy a žádala je, aby oživili Inannu a vyvedli jí ven ze záhrobí. Všichni až na Enkiho tuto žádost odmítli. Oživil jí pomocí chleba života a živé vody. Když se Innana po třech a půl dnech probrala a opustila záhrobí (doba se shoduje s tou, jež je uvedena v Tibetské knize a dalších historických záznamech o klinické smrti), šli s ní i malí démoni, kteří požadovali, aby jim za sebe vydala náhradu. Nakonec se jí stal pastýř Dumuzi. Když jeho sestra Geštinanna zjistila, že její bratr je v záhrobí, odešla za ním a žádala Ereškigalu, aby jej propustila a nechala si ji místo něho. Vládkyně záhrobí nakonec rozhodla, že každý z nich se budou na půl roku vracet na svět.
Z vyprávění je jasné, že na rozdíl od jiných knih mrtvých, Sumerské knize mrtvých chybí duchovní rozměr a je jasným svědectvím o tom, že Sumerové nejen že nevěřili v reinkarnaci, ale patrně se i domnívali, že i duše po nějaké krátké době po opuštění těla zemře.